# Estació de trens de Michelau
L'Estació de trens de Michelau (en luxemburguès: Gare Méchela; en francès: Gare de Michelau, en alemany: Bahnhof Michelau) és una estació de tren que es troba a Michelau, al nord-est de Luxemburg. La companyia estatal propietària és Chemins de Fer Luxembourgeois.
L'estació està situada en el ramal ferroviari de la línia 10 CFL, que connecta la ciutat de Luxemburg amb el centre i nord del país. És una cruïlla, amb la línia principal que segueix més cap al nord, cap a Gouvy i Wiltz i un ramal de connexió a Diekirch.

## Servei
Michelau rep els serveis ferroviaris pels trens de Regional Express (RE) amb relació a la línia 10 CFL entre Luxemburg i Troisvierges, o Gouvy durant les hores punta. Intercity (IC) també realitza serveis entre Luxemburg i Liers (Bèlgica)